# 従属栄養生物
従属栄養生物（じゅうぞくえいようせいぶつ、英：Heterotroph）とは、生育に必要な有機炭素源を自分自身では生産できず、主に植物や動物に由来する有機化合物を摂取することで獲得する生物群のことである。
従属栄養生物という用語は、栄養の種類に基づく微生物の分類の一部として、1946年に微生物学分野において生まれた。古代ギリシャ語のἕτερος （意味は'other'）と τροφή (意味は'nutrition'）に由来する。この用語は現在、食物連鎖を説明する際の生態学など、多くの分野で使用されている。
栄養的分類の下では、あらゆる生物は従属栄養生物と独立栄養生物（autotroph、auto =自己、troph =栄養）に分けられる。独立栄養生物は、太陽光からのエネルギー（光独立栄養生物）または無機化合物の酸化（無機独立栄養生物）を利用して、二酸化炭素などの無機物を有機炭素化合物に変換し、エネルギーを取り出して生命を維持する。一般的には、従属栄養生物（動物など）は独立栄養生物（植物など）や他の従属栄養生物を捕食する生物である。そのため、食物連鎖における消費者または分解者である。従属栄養性の生物には、すべての動物と真菌、一部の細菌と原生生物、および多くの寄生植物が含まれる。逆に、無機化合物中の炭素を取り込むことのできる生物は独立栄養生物（autotroph）と呼ばれ、これは食物連鎖における生産者になる。従属栄養生物は無機化合物から炭素を得ることができないため、無機化合物中の炭素を有機化合物に変換することができる独立栄養生物に、直接的・間接的に依存しているといえる。植物は一般には独立栄養生物であるが、寄生植物および腐生植物は完全または部分的に従属栄養に変化したものである。食虫植物は生育に必要な窒素を虫から得ているが、炭素は二酸化炭素から得ているので、独立栄養性といえる。
従属栄養生物は、そのエネルギー源に応じていくつかに分類できる。従属栄養生物が化学エネルギーを使用する場合、化学従属栄養生物と呼ばれ、人間やキノコなどが含まれる。一方で、光エネルギーを使用する場合、光合成従属栄養生物と呼ばれ、例えば紅色非硫黄細菌、緑色非硫黄細菌などが挙げられる。
腐食生物は、デトリタスを消費することによって栄養素を得る従属栄養生物であり、植物や動物の部分、糞便などの分解をする。腐生植物（リゾトロフ）は、腐生した有機物の処理に細胞外消化を使用する化学合成生物である。このプロセスは、ほとんどの場合、内部菌糸体およびその構成菌糸内のエンドサイトーシスを介した物質の能動輸送によって促進される。

## 分類
従属栄養生物は、有機栄養生物（organotrophs、オルガノトロフ）または無機栄養生物（lithotrophs、リソトロフ）に分類できる。有機栄養生物は、植物や動物からの炭水化物、脂肪、タンパク質などの電子源として還元炭素化合物を利用する。一方、無機栄養生物は、アンモニウム、亜硝酸塩、硫黄などの無機化合物を使用して電子を取得する。
従属栄養生物を他の分類方法としては、化学栄養生物（chemotrophs）と光合成生物（phototrophs）への分類がある。光合成生物は光を利用してエネルギーを取得し代謝プロセスを実行するが、化学栄養生物は環境からの化学物質の酸化によって得られたエネルギーを使用する。
紅色非硫黄細菌などの光有機従属栄養生物（Photoorganoheterotrophs）は、太陽光と有機物質の酸化を組み合わせて有機化合物を合成し生育する。二酸化炭素の固定はせず、カルビン回路も持っていない。一方、Oceanithermus profundus のような化学無機従属栄養生物（Chemolithoheterotrophs）は、硫化水素、硫黄元素、チオ硫酸、水素分子などの無機化合物の酸化からエネルギーを取得する。混合栄養生物（Mixotrophs）または通性化学栄養生物（facultative chemolithotroph）は、二酸化炭素か有機炭素のいずれかを炭素源として使用する。すなわち、混合栄養生物は従属栄養と独立栄養の両方を利用できる。両方を利用できるとはいえ、例えばC. vulgarisは従属栄養条件下で成長すると、独立栄養条件下と比較してバイオマスと脂質の生産性が高くなるなど、生育に差異が見られる場合がある。
炭素固定のためにエネルギーの一部を使用しなければならない独立栄養生物とは異なり、従属栄養生物は還元炭素化合物を消費することで、食物から得たエネルギーのすべてを成長と繁殖に投入することができる。従属栄養生物と独立栄養生物はどちらも、窒素、リン、硫黄などの炭素以外の栄養素については、他の生物の代謝活動に依存することが多く、これらの栄養素を供給する食物が不足すると死んでしまう。このことは、動物や菌類だけでなく、バクテリアにも当てはまる。

## 起源と多様化
生命の化学起源説は、初期生命は「生命スープ」の中で従属栄養的な生態を営んでいたことを示唆するものである。この仮説のもとでは、初期の地球には非常に還元的な大気と電気エネルギー（雷）といったエネルギー源の元で単純な有機化合物が形成され、初期生命の活動の中でさらに反応が進み複雑な化合物が形成されていったと考えられている。この仮説はしかしながら、独立栄養生物を生命の起源とする別の仮説とは矛盾するものであり、議論が続いている。
従属栄養生物から始まる化学的生命の起源の理論は、1924年にアレクサンドル・イワノビッチ・オパリンによって最初に提案され、最終的に「生命の起源（The Origin of Life）」を発表した。1929年には、ジョン・バードン・サンダーソン・ハルデンによって初めて英語で独自に提案された。これらの著者は、存在するガスとある時点までのイベントの進行には共通点が見られるが、オパリンは細胞の形成前に複雑な有機物が作られる可能性を唱えたのに対し、ハルデンは遺伝単位としての遺伝子の概念と化学合成独立栄養生物（オートトロフ）において光が果たす役割の重要性を唱えている。
1953年に、スタンレー・ミラーが初期の地球に存在すると考えられていたガスに関する実験を行い、この理論を支持する証拠をつかんだ。この実験では、初期大気の構成成分である水(H2O)、メタン(CH4)、アンモニア(NH3)および水素(H2) をフラスコに入れ、初期の地球に存在する稲妻に似た電気でそれらを刺激した。この実験の結果、初期の地球の状態がアミノ酸の生成を導くことを発見した。後年のデータの再分析では、現在の生命では使用されていない種類のものを含め、40を超える異なるアミノ酸が生成されていたことが確認されている。この実験は、合成プロバイオティクスという化学分野の始まりを告げるものであり、現在はユーリー・ミラーの実験として広く知られている。
初期の地球では、原始従属栄養生物によって使用された可能性のある有機分子が海洋に豊富に存在していたと考えられている。エネルギーを得るこの方法は、有機炭素が無機炭素よりも少なくなるまでエネルギー的に有利であり、独立栄養になる方向に潜在的に有利な進化的圧力をかけた可能性がある。独立栄養生物の進化によって、従属栄養生物も環境中の限られた栄養素に限らず、独立栄養生物を食料源として利用することが可能となった。また、独立栄養細胞と従属栄養細胞が初期の従属栄養生物に取り込まれ、共生関係を形成した可能性も指摘される。例えば、独立栄養細胞の内部共生は葉緑体に進化し、より小さな従属栄養生物の内部共生はミトコンドリアに発達し、組織の分化と多細胞性への発達を可能にしたことが示唆されている。この進歩により、従属栄養生物のさらなる多様化が可能になった。今日、多くの従属栄養生物と独立栄養生物は、両方の生物に必要な資源を提供するような相利共生の関係にあるものも知られている。この一例としては、サンゴと藻類の相利共生が挙げられ、前者は光合成に保護と必要な化合物を提供し、後者は酸素を提供している。
従属栄養生物は現在、細菌、古細菌、真核生物などの生命の各領域で広く見られる。特にバクテリアには、光合成従属栄養生物、化学従属栄養生物、有機栄養生物、ヘテロリソトローフなどのさまざまな代謝活動が含まれている。真核生物内では、動物界は完全に従属栄養性であり、ほとんどの菌類についても環境を通じて栄養素を吸収している。原生生物界においても、大半は従属栄養性である。一方で、一部の従属栄養性のものを除き、植物ではほぼ完全に独立栄養性である。古細菌は代謝機能が大きく異なっており、様々な従属栄養の方法が知られている。

## 生態
多くの従属栄養生物は、炭素源として有機炭素（例：グルコース）を使用し、電子源として有機化学物質（例：炭水化物、脂質、タンパク質）を利用する化学有機従属栄養生物である。そのため、従属栄養生物は食物連鎖の「消費者」と言える。従属栄養には腐生、寄生、ホロゾイック栄養（holozoic nutrients）などの形態も含まれる。それらは、オートトロフによって生成された複雑な有機化合物（例えば、炭水化物、脂肪、タンパク質）をより単純な化合物（例えば、炭水化物をグルコースに、脂肪を脂肪酸とグリセロールに、タンパク質をアミノ酸に）分解する。それらは、炭水化物、脂質、タンパク質に含まれる炭素原子と水素原子をそれぞれ二酸化炭素と水へと酸化することにより、化学エネルギーを獲得する。
従属栄養生物は、呼吸、発酵、またはその両方によって有機化合物を異化することができる。発酵を行う従属栄養生物としては、低酸素環境で発酵を行う通性嫌気性菌や偏性嫌気性菌が知られており、一般に基質レベルのリン酸化や最終生成物（アルコール、CO2、硫化物など）の生成に伴いATPを生成している。これらの生成物は、他の細菌によって最終的にCO2やCH4に変換され得る。これは、嫌気性環境から有機発酵生成物を除去するという、炭素循環の重要なステップである。従属栄養生物は呼吸をすることで、ATP産生と酸化的リン酸化を同時に行う。これにより、CO2などの酸化炭素廃棄物や、H2O、H2S、N2O などの還元廃棄物が大気中に放出される。従属栄養微生物の呼吸と発酵は、大気中へのCO2の放出の大部分を占め、そのCO2は植物などの独立栄養生物の栄養源としてセルロース合成などに利用される。
従属栄養生物の呼吸は、有機化合物を無機形態に変換するプロセスである鉱化作用を伴うことがある。これは、従属栄養生物によって取り込まれた有機栄養源にC、H、Oに加えてN、S、Pなどの必須元素が含まれている場合、有機栄養素の酸化と呼吸によるATPの生成を進めるために、それらが最初に除去されるプロセスである。有機炭素源のSとNは、それぞれ脱硫と脱アミノ化によってH2SとNH4+に変換される。従属栄養生物は、分解の一部として脱リン酸化も行うことがある。NとSの有機形態から無機形態への変換は、窒素と硫黄の循環を考える上で重要である。脱硫から形成されたH2Sはリソトローフと光合成生物によってさらに酸化され、また、脱アミノ化によって形成されたNH4+はリソトロフによってさらに酸化されることで、植物が利用できる形になる。従属栄養生物が必須元素を鉱化する能力は、植物の生存にとって重要である。
ほとんどのオピストコンタと原核生物は従属栄養性である。特に、すべての動物と菌類は従属栄養生物である。サンゴなどの一部の動物は、独立栄養生物と共生関係を形成し、この方法で有機炭素を摂取する。さらに、一部の寄生植物も完全または部分的に従属栄養になっているが、食虫植物は独立栄養性を維持しながら窒素供給を増やすために動物を消費している。

## 引用文献
1. ↑  Lwoff, A.; C.B. van Niel; P.J. Ryan; E.L. Tatum (1946). Nomenclature of nutritional types of microorganisms (PDF). Cold Spring Harbor Symposia on Quantitative Biology. Vol. XI (5th ed.). Cold Spring Harbor, N.Y.: The Biological Laboratory. pp. 302–303.
2. ↑  “heterotroph”. Dictionary.com Unabridged. Random House. 2023年6月9日閲覧.
3. ↑  “heterotroph”. Merriam-Webster Dictionary (英語). 2023年6月9日閲覧.
4. ↑  “Heterotroph definition”.   Biology Dictionary (2016年12月15日). 2023年6月9日閲覧。
5. ↑  Hogg, Stuart (2013). Essential Microbiology (2nd ed.). Wiley-Blackwell. p. 86. ISBN 978-1-119-97890-9
6. ↑  “How Cells Harvest Energy”.   McGraw-Hill Higher Education. 2012年7月31日時点のオリジナルよりアーカイブ。2010年10月10日閲覧。
7. ↑  Wetzel, R.G. (2001). Limnology: Lake and river ecosystems (3rd ed.). Academic Press. p. 700
8. ↑  "The purpose of saprotrophs and their internal nutrition, as well as the main two types of fungi that are most often referred to, as well as describes, visually, the process of saprotrophic nutrition through a diagram of hyphae, referring to the Rhizobium on damp, stale whole-meal bread or rotting fruit." Advanced Biology Principles, p 296.[要文献特定詳細情報]
9. ↑  Mills, A.L. (1997). The Environmental Geochemistry of Mineral Deposits: Part A: Processes, Techniques, and Health Issues Part B: Case Studies and Research Topics. Society of Economic Geologists. pp. 125-132. ISBN 978-1-62949-013-7 2017年10月9日閲覧。
10. ↑  Mauseth, James D. (2008). Botany: An introduction to plant biology (4th ed.). Jones & Bartlett Publishers. p. 252. ISBN 978-0-7637-5345-0. "heterotroph fix carbon."
11. ↑  Miroshnichenko, M.L.; L'Haridon, S.; Jeanthon, C.; Antipov, A.N.; Kostrikina, N.A.; Tindall, B.J.; Schumann, P.; Spring, S. et al. (1 May 2003). “Oceanithermus profundus gen. nov., sp. nov., a thermophilic, microaerophilic, facultatively chemolithoheterotrophic bacterium from a deep-sea hydrothermal vent”. International Journal of Systematic and Evolutionary Microbiology 53 (3):  747-752. doi:10.1099/ijs.0.02367-0. PMID 128071966
12. ↑  Libes, Susan M. (2009). Introduction to Marine Biogeochemistry (2nd ed.). Academic Press. p. 192. ISBN 978-0-12-088530-5
13. ↑  Dworkin, Martin (2006). The prokaryotes: ecophysiology and biochemistry (3rd ed.). Springer. p. 988. ISBN 978-0-387-25492-0
14. ↑  Liang, Yanna (July 2009). “Biomass and lipid productivities of Chlorella vulgaris under autotrophic, heterotrophic and mixotrophic growth conditions”. Biotechnology Letters 31 (7):  1043-1049. doi:10.1007/s10529-009-9975-7. PMID 19322523.
15. 1 2  Mauseth, James D. (2008). Botany: An introduction to plant biology (4th ed.). Jones & Bartlett Publishers. p. 252. ISBN 978-0-7637-5345-0. "heterotroph fix carbon."
16. ↑  Campbell and Reece (2002). Biology (7th ed.). Benjamin-Cummings Publishing Co.. ISBN 978-0805371710
17. ↑  Bada, Jeffrey L. (2013). “New insights into prebiotic chemistry from Stanley Miller's spark discharge experiments” (英語). Chemical Society Reviews 42 (5):  2186-2196. doi:10.1039/c3cs35433d. ISSN 0306-0012. PMID 23340907.
18. ↑  Bracher, Paul J. (2015). “Primordial soup that cooks itself” (英語). Nature Chemistry 7 (4):  273-274. doi:10.1038/nchem.2219. ISSN 1755-4330. PMID 25803461.
19. ↑  Lazcano, Antonio (2015), Gargaud, Muriel; Irvine, William M.; Amils, Ricardo et al., eds., “Primordial Soup” (英語), Encyclopedia of Astrobiology (Berlin, Heidelberg: Springer Berlin Heidelberg):  2010-2014, doi:10.1007/978-3-662-44185-5_1275, ISBN 978-3-662-44184-8 2022年4月23日閲覧。 (要購読契約)
20. ↑  Schönheit, Peter; Buckel, Wolfgang; Martin, William F. (2016). “On the Origin of Heterotrophy” (英語). Trends in Microbiology 24 (1):  12-25. doi:10.1016/j.tim.2015.10.003. PMID 26578093.
21. ↑  Sanger, F.; Thompson, E. O. P. (1953-02-01). “The amino-acid sequence in the glycyl chain of insulin. 1. The identification of lower peptides from partial hydrolysates”. Biochemical Journal 53 (3):  353-366. doi:10.1042/bj0530353. ISSN 0306-3283. PMC 1198157. PMID 13032078.
22. ↑  Haldane, J.B.S. (1929) The Origin of Life. The Rationalist Annual, 3, 3-10.
23. ↑  Tirard, Stéphane (2017). “J. B. S. Haldane and the origin of life” (英語). Journal of Genetics 96 (5):  735-739. doi:10.1007/s12041-017-0831-6. ISSN 0022-1333. PMID 29237880. (要購読契約)
24. ↑  Miller, Stanley L. (1953-05-15). “A Production of Amino Acids Under Possible Primitive Earth Conditions” (英語). Science 117 (3046):  528-529. doi:10.1126/science.117.3046.528. ISSN 0036-8075. PMID 13056598.
25. ↑  Bada, Jeffrey L. (2013). “New insights into prebiotic chemistry from Stanley Miller's spark discharge experiments” (英語). Chemical Society Reviews 42 (5):  2186-2196. doi:10.1039/c3cs35433d. ISSN 0306-0012. PMID 23340907.
26. ↑  Lazcano, Antonio; Bada, Jeffrey L. (2003). “The 1953 Stanley L. Miller experiment: Fifty years of prebiotic organic chemistry”. Origins of Life and Evolution of the Biosphere 33 (3):  235-242. doi:10.1023/A:1024807125069. PMID 14515862. (要購読契約)
27. 1 2  Preiner, Martina; Asche, Silke; Becker, Sidney; Betts, Holly C.; Boniface, Adrien; Camprubi, Eloi; Chandru, Kuhan; Erastova, Valentina et al. (2020-02-26). “The Future of Origin of Life Research: Bridging Decades-Old Divisions”. Life 10 (3):  20. doi:10.3390/life10030020. ISSN 2075-1729. PMC 7151616. PMID 32110893.
28. ↑  Jordan, Carl F (2022), “A Thermodynamic View of Evolution”, Evolution from a Thermodynamic Perspective (Cham: Springer International Publishing):  157-199, doi:10.1007/978-3-030-85186-6_12, ISBN 978-3-030-85185-9 2022年4月23日閲覧。
29. 1 2 3  Zachar, István; Boza, Gergely (2020-02-01). “Endosymbiosis before eukaryotes: mitochondrial establishment in protoeukaryotes”. Cellular and Molecular Life Sciences 77 (18):  3503-3523. doi:10.1007/s00018-020-03462-6. ISSN 1420-682X. PMC 7452879. PMID 32008087.
30. ↑  Okie, Jordan G.; Smith, Val H.; Martin-Cereceda, Mercedes (2016-05-25). “Major evolutionary transitions of life, metabolic scaling and the number and size of mitochondria and chloroplasts”. Proceedings of the Royal Society B: Biological Sciences 283 (1831). doi:10.1098/rspb.2016.0611. ISSN 0962-8452. PMC 4892803. PMID 27194700.
31. ↑  Knowlton, Nancy; Rohwer, Forest (2003). “Multispecies Microbial Mutualisms on Coral Reefs: The Host as a Habitat”. The American Naturalist 162 (S4):  S51-S62. doi:10.1086/378684. ISSN 0003-0147. PMID 14583857.
32. 1 2 3  Kim, Byung Hong; Gadd, Geoffrey Michael (2019-05-04). Prokaryotic Metabolism and Physiology. Cambridge University Press. doi:10.1017/9781316761625. ISBN 978-1-316-76162-5
33. 1 2  Taylor, D. L.; Bruns, T. D.; Leake, J. R.; Read, D. J. (2002), “Mycorrhizal Specificity and Function in Myco-heterotrophic Plants”, Ecological Studies (Berlin, Heidelberg: Springer Berlin Heidelberg):  375-413, doi:10.1007/978-3-540-38364-2_15, ISBN 978-3-540-00204-8 2022年4月23日閲覧。
34. ↑  Butterfield, Nicholas J. (2011). “Animals and the invention of the Phanerozoic Earth system”. Trends in Ecology & Evolution 26 (2):  81-87. doi:10.1016/j.tree.2010.11.012. ISSN 0169-5347. PMID 21190752.
35. ↑  Mills. “The role of bacteria in environmental geochemistry”. 2017年11月19日閲覧。
36. ↑  “Heterotrophic nutrition and control of bacterial density”. 2017年11月19日閲覧。
37. 1 2 3  Gottschalk, Gerhard (2012). Bacterial Metabolism. Springer Series in Microbiology (2 ed.). Springer. doi:10.1007/978-1-4612-1072-6. ISBN 978-0387961538
38. 1 2  Wade, Bingle (2016). MICB 201: Introductory Environmental Microbiology. pp. 236-250
39. ↑  Kirchman, David L. (2014). Processes in Microbial Ecology. Oxford: Oxford University Press. pp. 79-98. ISBN 9780199586936
40. 1 2 3 4  Kirchman, David L. (2014). Processes in Microbial Ecology. Oxford: Oxford University Press. pp. 79-98. ISBN 9780199586936
41. 1 2 3 4  Wade, Bingle (2016). MICB 201: Introductory Environmental Microbiology. pp. 236-250
42. ↑  “How Cells Harvest Energy”.   McGraw-Hill Higher Education. 2012年7月31日時点のオリジナルよりアーカイブ。2010年10月10日閲覧。